# Osorkon (grand prêtre de Ptah)
Pour les articles homonymes, voir Osorkon.
Osorkon a été grand prêtre de Ptah pendant le règne d'Osorkon II (XXIIe dynastie). Il est le fils de Sheshonq A et le petit-fils de Chedsounéfertoum, tous deux grands prêtres de Ptah également.